# Highland Clearances
El procés conegut en anglès com Highland Clearances (en gaèlic escocès Fuadaich nan Gàidheal, "l'expulsió dels Gaèlics") que podríem anomenar en català expulsió de les Terres Altes va consistir en el desplaçament forçat de la població de les Terres Altes escoceses durant el segle xviii. Aquest desplaçament va provocar una migració massiva cap a la costa escocesa, cap als Lowlands i cap a l'estranger. Aquestes "neteges" formen part d'un canvi general en el sistema agrícola del Regne Unit, però aquest desplaçament en concret, per la seva cronologia tardana, l'absència de protecció legal per als arrendataris a curt termini sota les lleis escoceses, la ruptura brusca amb el sistema de clans anterior, així com la brutalitat de moltes de les ordres d'expulsió, van fer que les Highland clearances adquirissin notorietat.
Els processos que van despoblar les zones rurals d'Anglaterra durant la Revolució agrícola britànica van començar molt abans, en el que es van conèixer com a Lowland Clearances, però l'efecte sobre la zona septentrional d'Escòcia -en la qual es parlava en gaèlic escocès i es mantenia una cultura semifeudal- va produir l'aparició de protestes i de ressentiment per part dels descendents dels quals van ser obligats a emigrar, o a subsistir en els suburbis de les ciutats o en petites zones marginals, transformats en crofters, arrendataris de petits terrenys i obligats a treballar en condicions infrahumanes per als terratinents.